# Yusef Komunyakaa
Yusef Komunyakaa, all'anagrafe James William Brown Jr. (Bogalusa, 29 aprile 1947) è un poeta statunitense.

## Biografia
Yusef Komunyakaa nacque in Louisiana, il maggiore dei cinque figli di James William Brown. Dopo aver combattutto durante la guerra del Vietnam si immatricolò all'Università del Colorado e successivamente ottenne due lauree magistrali all'Università statale del Colorado e all'Università della California, Irvine. Successivamente ha insegnato scrittura creativa e poesia all'Università di New Orleans; dal 1997 insegna letteratura all'Università di Princeton.
Tra il 1977 e il 2015 pubblicò sedici raccolte di poesie, ottenendo grandi plausi per la sua opera Neon Vernacular: New and Selected Poems, che gli valse il Premio Pulitzer per la poesia nel 1994. Dal 1985 al 1995 fu sposato con la scrittrice Mandy Sayer. Successivamente fu impegnato in una relazione con la poetessa Reetika Vazirani, da cui ebbe il figlio Jehan nel 2001. Due anni più tardi la Vazirani uccise il figlio e poi si suicidò.